# Boda de Hussein bin Al Abdalá, príncipe heredero de Jordania, con Rajwa Al Saif
La boda de Hussein, príncipe heredero de Jordania, y Rajwa Al Saif, fue un evento de carácter festivo, que tuvo lugar el 1 de junio del 2023 en el Reino Hachemita de Jordania, en el Palacio de Zahran, antigua residencia de la abuela del rey Abdullah II de Jordania, la reina madre, Zein. Hussein bin Al Abdalá es el hijo mayor y heredero del rey Abdullah II de Jordania y la reina Rania de Jordania. Rajwa Al Saif es la hija menor del empresario saudita Khaled Al Saif.

## Compromiso
El compromiso de la pareja fue anunciado por la Corte Real Hachemita en Twitter el 17 de agosto del 2022. La ceremonia de compromiso tuvo lugar en la casa del padre de Al Saif en Riad, Arabia Saudita y contó con la presencia de miembros de la familia real jordana, encabezados por el Rey y la Reina, quienes fueron acompañados por el príncipe Hassan bin Talal, el príncipe Hashem bin Abdullah, el príncipe Ali bin Hussein, el príncipe Hashim bin Hussein, el príncipe Ghazi bin Muhammad, el príncipe Rashid bin Hassan y miembros de la familia Al Saif. Para la ceremonia de compromiso, Al Saif usó una abaya bordada de la marca libanesa Orient 499 con un cinturón de bronce que le prestó su futura suegra, la reina Rania. La reina Rania también le prestó a Al Saif un par de anillos Stephen Webster de oro blanco y diamantes amarillos para uno de los retratos de compromiso.
El príncipe heredero Hussein le regaló a Al Saif un anillo de diamantes talla pera de Harry Winston.
La reina Rania compartió sus felicitaciones en Instagram y dijo: 

"¡No pensé que fuera posible tener tanta alegría en mi corazón! Felicitaciones a mi primogénito, el príncipe Hussein, y a su hermosa futura novia, Rajwa".

El 31 de diciembre del 2022, la Corte Real Hachemita anunció que la boda se llevará a cabo el 1 de junio de 2023 en el Palacio de Zahran.

## Celebraciones prenupciales
El 22 de mayo del 2023, la madre del novio, la reina Rania organizó una fiesta tradicional de henna en honor a Al Saif en Madareb Bani Hashem. Asistieron miembros femeninos de ambas familias. Al Saif lució un vestido a medida de la diseñadora saudí Honayda Serafi. Nedaa Shrara, Diana Karazon y Zain Awad interpretaron canciones tradicionales jordanas y saudíes, con actuaciones del Haleem Musical Group, Al Salt Girls Band y Misk Dance Company. La fiesta fue seguida por una cena organizada por la reina Rania, quien pronunció un discurso en el que felicitó a su futura nuera.
El 31 de mayo del 2023, el primo hermano de Hussein, el príncipe Omar bin Faisal, organizó una despedida de soltera a la que asistieron familiares y amigos masculinos. Esa noche, el rey Abdullah II ofreció un banquete en honor a la boda en Madareb Bani Hashem.

## Boda
La boda se realizó a las 16:00 hora local del jueves 1 de junio de 2023 en el Palacio de Zahran.
Tras su matrimonio, Rajwa Al Saif recibió el estilo y el título de "Su Alteza Real la Princesa Rajwa Al Hussein". Luego, la novia y el novio cabalgaron en procesión por las calles de la capital jordana antes de llegar al Palacio Al Husseiniya, donde se celebró un banquete estatal con 1.700 invitados..
El día de su boda, Al Saif lució un vestido con escote asimétrico y cola desmontable de Elie Saab. Ella también usó aretes de diamantes y una tiara que aseguraba su elaborado velo. Llegó al lugar del enlace del brazo de su cuñado, el príncipe Hashem de Jordania. Para el banquete estatal, Al Saif usó la misma tiara y aretes con un vestido blanco con mangas casquillo y guantes de ópera.

## Invitados a la boda
Esta fue la lista de invitados a la boda de los futuros reyes de Jordania, quienes acudieron la mayoría de ellos al enlace matrimonial:

### Clase política

#### Del mundo
- Estados Unidos: 
  - La primera dama Jill Biden, acompañada por su hija, Ashley Biden, en representación de su esposo, el presidente Biden.[18]
  - La ex-presidenta del Congreso de los Estados Unidos, Nancy Pelosi, acompañado por su esposo, Paul Pelosi.[19]
- Ruanda: el presidente Paul Kagame, acompañado por su esposa, Jeannette Kagame.
- Pakistán: el ministro de relaciones exteriores Bilawal Bhutto, en representación del primer ministro, Shehbaz Sharif.
- Líbano: el primer ministro Najib Mikati, acompañado por su esposa, May Mikati.
- Egipto: La primera dama Entissar Amer, acompañada por su hija, Aya al-Sisi, en representación de su esposo, el presidente El-Sisi.
- Irak: 
  - Abdul Latif Rashid, presidente de Irak, acompañado por su esposa, Shanaz Ibrahim Ahmed.[19]
  - Barham Salih, expresidente de Irak, acompañado por su esposa, Sarbagh Salih.[19]
  - Mustafa Al-Kadhimi, ex-primer ministro de Irak.[19]
- Kurdistán iraquí: 
  - Masud Barzani, expresidente del Kurdistán iraquí.[19]
  - Masrour Barzani, primer ministro del Kurdistán iraquí.[19]
- Italia: Mateo Renzi, ex-primer ministro de Italia, acompañado por su esposa, Agnese Landini.[20]
- Liga Árabe: Ahmed Aboul Gheit, secretario general de la Liga Árabe, acompañado por su esposa, Leila Aboul Gheit.[19]
- Chipre: La primera dama chipriota Philippa Karsera, en representación de su esposo, el presidente Níkos Christodoulídis.
- Líbano: el primer ministro de Líbano, Najib Mikati, acompañado por su esposa, May Mikati.
- Reino Unido, el ex-primer ministro David Cameron, acompañado con su esposa, Samantha Cameron.[19]

#### Nacional
- Jordania:
  - Bisher Al-Khasawneh, primer ministro jordano, acompañado por su esposa, Rana Sultan.[19]
  - Ayman Safadi, Viceprimer Ministro de Jordania, Ministro de Relaciones Exteriores.[19]

### Realeza

#### Familia real hachemita
- El rey y la reina, los padres del novio.[13]
- La princesa Iman bint Abdullah, con su esposo Jameel Alexander Thermiótis, hermana y cuñado del novio.[13]
- La princesa Salma bint Abdullah, hermana del novio.[13]
- El príncipe Hashem bin Abdullah, hermano del novio (y padrino de la novia).[13]
- La princesa Muna al-Hussein, abuela paterna del novio.[13]
- El príncipe Faisal bin Al Hussein y la princesa Zeina Al Faisal, tío y tía paternos del novio.[13]
  - La princesa Aisha bint Al Hussein, tía paterna del novio.[13]
  - La princesa Zein bint Al Hussein, tía paterna del novio.[13]
- La princesa Alia bint Al Hussein, media tía paterna del novio.[13]
- La princesa Alia bint Al Hussein, media tía paterna del novio.[13]
- El príncipe Ali bin Al Hussein y la princesa Rym Ali, medio tío y tía paternos del novio.[13]
- El príncipe Hashim bin Al Hussein y la princesa Fahdah Al Hashim, medio tío y tía paternos del novio.[13]
- La princesa Raiyah bint Al Hussein y Faris Ned Donovan, la media tía y el tío paternos del novio.[13]
- La princesa Firyal, la ex tía abuela paterna del novio.[13]
  - El príncipe Talal bin Muhammad y la princesa Ghida Talal, la prima hermana paterna del novio y su esposa.[13]
  - El príncipe Ghazi bin Muhammad y la princesa Maryam Ghazi, la prima hermana paterna del novio y su esposa.[13]
- La princesa Taghrid Muhammad, tía abuela paterna del novio.[13]
- El príncipe El Hassan bin Talal y la princesa Sarvath El Hassan, tío abuelo y tía abuela paternos del novio.[13]
  - La princesa Rahma bint El Hassan, prima hermana paterna del novio.[13]
  - La princesa Sumaya bint El Hassan, prima hermana paterna del novio.[13]
  - El príncipe Rashid bin El Hassan y la princesa Zeina Rashid, prima hermana paterna del novio.[13]
- Princesa Basma bint Talal, tía abuela paterna del novio.[13]

#### De parte de la Familia Al-Yassin
Ilham Al-Yassin, la abuela materna del novio
Dina Al-Yassin y Sherif Zoubi, tía y tío maternos del novio.
Majdi Al-Yassin y Rym Haurani, tío y tía maternos del novio.

#### Familia de la novia
Khaled Al Saif y Azza Al Sudairi, padres de la novia, acompañados por sus hijos Faisal Al Saif, Nayef Al Saif y Dana Al Saif, hermanos de la novia.

#### Casas reales extranjeras

##### Reinantes
- Baréin:
  - El príncipe heredero Salman bin Hamad bin Isa Al Jalifa en representación del rey Hamad bin Isa Al Jalifa.
  - El jeque Nasser bin Hamad Al Khalifa de Baréin.
- Reino Unido: 
  - El príncipe de Gales Guillermo, con su esposa, Catalina de Gales en representación del rey Carlos III del Reino Unido.[21]
  - La princesa Beatriz de York y su esposo Edoardo Mapelli Mozzi.[22]
  - Carole Middleton, acompañada por su hija, Pippa Middleton y su yerno, James Matthews[19][23][19][23]
- Bélgica: el rey Felipe de Bélgica, acompañado por su hija, la princesa Isabel.[24][25]
- Dinamarca: El príncipe heredero y la princesa heredera de Dinamarca, representando a su madre, la reina Margarita II de Dinamarca.[26]
- Japón: La princesa Takamado, acompañado por su hija, la princesa Tsuguko de Takamado, en representación de su primo, el emperador Naruhito.[27]
- Luxemburgo: el príncipe Sebastián de Luxemburgo, en representación de su padre, el gran duque Enrique de Luxemburgo.[19]
- Malasia: el sultán de Pahang, Yang di-Pertuan Agong de Malasia, acompañado por su esposa, la Raja Permaisuri Agong de Malasia.[18]
- Países Bajos: El rey, acompañado por su esposa, la reina de los Países Bajos y de su hija, la princesa de Orange.[28]
- Noruega: el príncipe heredero de Noruega, en representación de su padre, el rey Harald V de Noruega.[29]
- Suecia, La princesa heredera de Suecia, acompañado por su esposo, el duque de Västergötland, en representación de su padre, el rey Carlos XVI Gustavo de Suecia.[30]
- España: los reyes eméritos Juan Carlos I de España, con su esposa, Sofía, en representación de su hijo, el rey Felipe VI de España.[31][32]
- Bután: La reina Jetsun Pema, con su doble cuñada, la princesa Euphelma Choden, en representación de su esposo, el rey Jigme Khesar de Bután.
- Brunéi: el sultán Muda Hassanal Bolkiah, acompañado por su hijo, el príncipe Abdul Mateen de Brunéi.[33]
- Kuwait: El jeque Ahmad Al Abdullah Al Sabah, con su esposa, la jequesa Muna Al-Klaib.
- Liechtenstein: 
  - El príncipe heredero (y regente) Luis de Liechtenstein, con su esposa, la princesa Sofía, en representación de su padre, el príncipe soberano Juan.
  - El príncipe Juan Venceslao de Liechtenstein y su esposa, la condesa Felicidad de Hartig.
- Emiratos Árabes Unidos: el príncipe heredero Khaled bin Mohamed Al Nahyan, en representación de su padre, Mohamed bin Zayed Al Nahayan.
- Catar: la jequesa Moza bint Nasser al-Missned, en representación de su hijo, el jeque Tamim bin Hamad Al Thani.

##### No reinantes
- Grecia: el jefe de la Casa Real griega Pavlos.[19]
- Rumanía: la custodia de la corona rumana Margarita, con su esposo, el príncipe Radu.[19][34]
- Irán: la emperatriz Farah Pahlaví[19]
- Bulgaria: Simeón de Bulgaria con su esposa Margarita Gómez-Acebo.[19]